# Vrančice
Vrančice település Csehországban, a Příbrami járásban. Vrančice Milín, Pečice, Tochovice, Zbenice, Těchařovice és Ostrov településekkel határos. Lakosainak száma 173 fő (2024. január 1.).

## Népesség
A település lakosságának változását az alábbi diagram mutatja:
| Lakosok száma | 446  | 430  | 341  | 247  | 187  | 145  | 145  | 153  | 158  | 173  |
|               | 1869 | 1890 | 1921 | 1950 | 1980 | 2001 | 2017 | 2019 | 2022 | 2024 |